# Орден Золотого льва (Гессен)
Орден Золотого льва (нем. Hausorden vom Goldenen Löwen) — орден немецкого ландграфства и курфюршества Гессен-Кассель, а затем Великого герцогства Гессен и Рейн.
Впервые он был учреждён в 1770 году ландграфом Фридрихом II в честь и под покровительством святой Елизаветы Венгерской, родоначальницы дома Гессен, и предназначался для награждения за благоприятные заслуги.

## История
Первоначально присуждаемый в одном классе (рыцарь), орден был пересмотрен в 1815 году ландграфом Вильгельмом IX (позже Вильгельмом I, курфюрстом Гессена), который добавил степени Большого креста и Командора. Список степеней был дополнительно расширен в 1818 году, когда Вильгельм разделил звание Командора на два отдельных класса; таким образом, орден имел степени Большого Креста, Командора 1-го класса, Командора 2-го класса и Рыцаря.
Орден снова стал одноклассным 20 августа 1851 года, когда курфюрст Фридрих Вильгельм I основал орден Вильгельма, который был создан из последних трех классов. Членство в Ордене Золотого Льва было ограничено 41 рыцарями, включая принцев из семьи выборщиков (которые были приняты в орден с рождения).
После австро-прусской войны 1866 года Гессен-Кассель, перешедший на сторону Австрии, был присоединен к Пруссии, а Орден Золотого льва и все избирательные рыцарские ордена были включены в прусскую систему наград. Со смертью Фридриха Вильгельма I, не имевшего законных наследников, основная линия курфюршества Гессен-Касселя прервалась, и впоследствии, 27 августа 1875 года, ордена были упразднены. Позже орден был возрожден как «Великий герцог гессенского ордена Золотого льва» Людовика III, великого герцога Гессенского, в октябре 1875 года как одноклассный орден ниже ордена Людвига. Впоследствии он вручался членам Великого герцогского дома и иностранным королевским особам, а также высшей знати.
Орден Золотого Льва перестал быть государственным орденом в 1918 году вместе со всеми великокняженскими орденами, после поражения Германии в Первой мировой войне и отречения последнего великого герцога. В настоящее время он существует как династический орден дома Гессен.

## Знаки отличия
- Медаль состояла из золотого льва в короне в золотом овальном кольце с девизом на аверсе «Virtute et Fidelitate» и надписью:
  - I класс: «Fridericus II D. G. Hassiae Landgravius inst. 1770».
  - II класс: «Wilhelmus I Hassiae Elector 1803».
- Малиновая лента на поясе, шейный крест (командор) и нательный крест (рыцарь).
- Воротник, надевавшийся в особых случаях, был украшен золотыми львами, чередующихся с медальонами с надписью «FL».

Рыцари носили медаль на малиновой ленте, идущей с правого плеча на левое бедро, а также вышитую лучами восьмиконечную серебряную звезду на левой груди, в центре которой на синей рукоятке с красным фоном был вышитый серебром девиз.